# Intégrale d'Itō

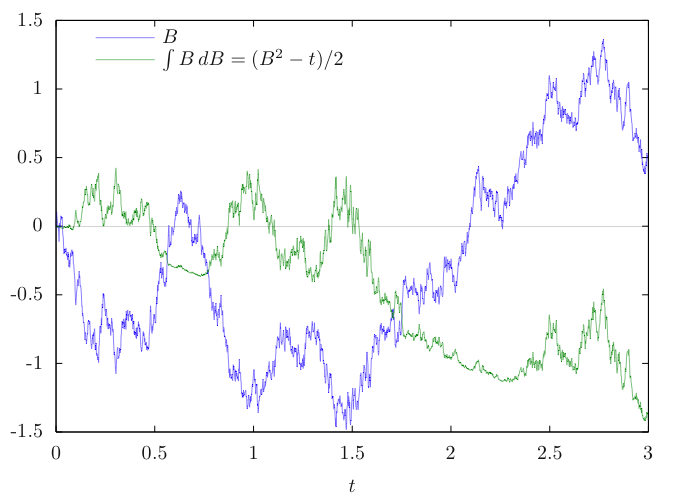
Tracé d'une trajectoire échantillon d'un processus de Wiener, ou mouvement brownien, B, ainsi que son intégrale d'Itô par rapport à lui-même. L'intégration par parties ou le lemme d'Itō montre que l'intégrale est égale à (B2 - t)/2.

L'intégrale d'Itō, appelée en l'honneur du mathématicien Kiyoshi Itō, est un des outils fondamentaux du calcul stochastique. Elle a d'importantes applications en mathématique financière, en physique statistique et pour la résolution des équations différentielles stochastiques.
Elle généralise de façon stochastique l'intégrale de Stieltjes. L'intégrande H et l'intégrateur sont tous deux des processus stochastiques :
{\displaystyle Y_{t}=\int _{0}^{t}H_{s}\,dX_{s},}
où H est un processus carré-intégrable localement adapté au filtre (au sens probabiliste) généré par X, qui est un mouvement brownien ou, de façon plus générale une semi-martingale. Le résultat de l'intégration, Y, est aussi un processus stochastique. 

## Description
Il s'agit d'une intégrale définie de façon similaire à l'intégrale de Riemann comme limite d'une somme de Riemann. Si on se donne un processus de Wiener (ou mouvement brownien) {\displaystyle B:[0,T]\times \Omega \to \mathbb {R} \,} ainsi que {\displaystyle X:[0,T]\times \Omega \to \mathbb {R} } un processus stochastique adapté à la filtration naturelle associée à {\displaystyle B_{t}}, alors l'intégrale d'Itō
{\displaystyle \int _{0}^{T}X_{t}\,\mathrm {d} B_{t}:\Omega \to \mathbb {R} }
est définie par la limite en moyenne quadratique de
{\displaystyle \sum _{i=0}^{k-1}X_{t_{i}}\left(B_{t_{i+1}}-B_{t_{i}}\right)}
lorsque le pas de la partition {\displaystyle 0=t_{0}<t_{1}<\dots <t_{k}=T} de {\displaystyle [0,T]} tend vers 0.
Ces sommes, considérées comme des sommes de Riemann-Stieltjes pour chaque chemin du mouvement brownien donné, ne convergent pas en général ; la raison en est que le mouvement brownien n'est pas à variations bornées. L'usage de la convergence quadratique est le point essentiel de cette définition.

## Propriétés
Avec les notations précédentes, le processus stochastique Y défini, pour t réel positif, par {\displaystyle Y_{t}=\int _{0}^{t}{X_{s}\mathrm {d} B_{s}}}, est une martingale. En particulier, son espérance est constante.
D'autre part, on a la propriété dite d'isométrie:
{\displaystyle E(Y_{t}^{2})=\int _{0}^{t}{E(X_{s}^{2})\mathrm {d} s}}. Cette dernière intégrale est « classique », c'est-à-dire qu'elle est une intégrale au sens de Riemann par rapport à la variable s.